# V405 Большого Пса
V405 Большого Пса (лат. V405 Canis Majoris) — двойная затменная переменная звезда типа W Большой Медведицы (EW) в созвездии Большого Пса на расстоянии приблизительно 776 световых лет (около 238 парсеков) от Солнца. Видимая звёздная величина звезды — от +10,98m до +10,64m. Орбитальный период — около 0,3847 суток (9,2326 часов).